# Contea di Li (Sichuan)
La contea di Li (理县S, Lǐ XiànP) è una contea della Cina, situata nella provincia di Sichuan e amministrata dalla prefettura autonoma tibetana e Qiang di Aba.